# 藏外道书
《藏外道書》，胡道靜、陳耀庭、段文桂、林萬清等主編，大型道教叢書，16開36大冊，共收集《道藏》未收道教經籍和著述991種，由巴蜀書社先後於1992年和1994年編纂出版。中國國家“八五”重點圖書出版計畫專案、中國古籍整理出版“八五”計畫重點專案。1992年度四川優秀圖書，1992-1993年全國古籍優秀圖書獎二等獎。
此叢書薈粹明代正統和萬曆年間編成的《道藏》和《續道藏》未收道書，以及自明萬曆以後至1949年以前的各種道書，並收編如《太清風露經》、《天罡玄秘都雷法》、《大成金書》、《玉笈金箱》等稀世孤本和海內珍本。
分類方法不再沿用《正統道藏》和《續道藏》，而採用按內容特點區分，分為：一、古佚道書類；二、經典類；三、教禮教義類；四、攝養類；五、戒律善書類；六、儀範類；七、傳記神仙類；八、宮觀地志類；九、文藝類；十、目錄類；十一、其他。